# Црква Свете Петке у Радинцу
Црква Свете Петке у Радинцу, насељеном месту на територији Гада Смедерева, припада Епархији браничевској Српске православне цркве.
Црква посвећена је Светој Петки. Освећена је 8. августа 1939.